# Onychognathus fulgidus
El estornino alirrufo (Onychognathus fulgidus) es una especie de ave paseriforme en la familia Sturnidae propia de la selva tropical africana. 

## Distribución
Se distribuye a través de Angola, Benín, Camerún, la República Centroafricana, la República del Congo, la República Democrática del Congo, Costa de Marfil, Guinea Ecuatorial, Gabón, Ghana, Guinea, Liberia, Nigeria, Santo Tomé y Príncipe, Sierra Leona, Sudán del Sur, Sudán, Tanzania, Togo y Uganda.

## Subespecies
Se reconocen tres subespecies:
- O. f. fulgidus Hartlaub, 1849 – en la isla de São Tomé;
- O. f. hartlaubii Hartlaub, 1858 – de Guinea hasta Uganda;
- O. f. intermedius Hartert, 1895 – desde el sur Camerún hasta noroeste de Angola.